# Bémécourt
Bémécourt ist eine französische Stadt mit 557 Einwohnern (Stand: 1. Januar 2022) im Süden des Départements Eure in der Region Normandie. Die Gemeinde gehört zum Arrondissement Bernay und zum Kanton Breteuil.

## Geografie
Bémécourt liegt etwa 28 Kilometer südsüdwestlich von Évreux im Wald von Breteuil (frz. Forêt de Breteuil). Umgeben wird Bémécourt von den Nachbargemeinden Les Baux-de-Breteuil im Norden und Westen, Breteuil im Norden, Süden und Osten sowie Verneuil d’Avre et d’Iton im Süden und Südwesten.

## Geschichte
| Jahr      | 1793 | 1846 | 1881 | 1936 | 1962 | 1968 | 1975 | 1982 | 1990 | 1999 | 2006 | 2013 |
| --------- | ---- | ---- | ---- | ---- | ---- | ---- | ---- | ---- | ---- | ---- | ---- | ---- |
| Einwohner | 895  | 801  | 593  | 359  | 321  | 292  | 394  | 328  | 414  | 456  | 463  | 492  |

## Kultur und Sehenswürdigkeiten
- Schloss Bémécourt
- Ruine des Schlosses Souvilly, im Ersten Weltkrieg zerstört

## Persönlichkeiten
- Onésime Cresté (1853–1905), Priester und Kirchenmusiker